# Selección de fútbol de Albania
La selección de fútbol de Albania es el equipo representativo del país en las competiciones oficiales. Su organización está a cargo de la Federación de Fútbol de Albania, que pertenece a la UEFA. A pesar de que es uno de sus miembros fundadores, no ha tenido grandes éxitos, con excepción de su clasificación a la Eurocopa 2016 y Eurocopa 2024. Nunca ha logrado clasificarse para la fase final de la Copa Mundial o a los Juegos Olímpicos.
Además de la selección absoluta de fútbol, Albania también cuenta con equipos Sub-21, Sub-19, Sub-17 y Sub-15. Uno de los más exitosos ha sido el Sub-21: en la fase final de la Eurocopa Sub-21 de 1984, llegaron a los cuartos de final, donde fueron eliminados por 2-0 frente a Italia. Aquel equipo se convirtió en la única selección albanesa de cualquier nivel que se clasificó para un torneo competitivo en su momento.
La mayoría de los partidos del equipo nacional albanés fueron disputados en el estadio Qemal Stafa, construido alrededor de la década de 1930 como un estadio multiusos y demolido en 2016. Posteriormente utilizó principalmente el Elbasan Arena y el estadio Loro Boriçi en Shkodra. Desde el 17 de noviembre de 2019 el Arena Kombëtare o estadio Nacional de Albania es el estadio oficial de la selección.

## Historia

### Inicios (1930-1945)
Aunque la Federación Albanesa de Fútbol se fundó el 6 de julio de 1930, se afilio a la FIFA dos años después, Albania tuvo que esperar 16 años para jugar su primer partido internacional. Fue en 1946 contra Yugoslavia. Albania fue invitada a jugar en la Copa Mundial de 1934, Copa Mundial de 1938 y Copa Mundial de 1950 pero por dificultades económicas y de logística no pudo participar.

### Debut oficial y comienzos irregulares (1946)
Tras el final de la Segunda Guerra Mundial, el gobierno comunista del país favoreció el desarrollo y la práctica del fútbol, financiando la construcción de nuevas infraestructuras y promoviendo el deporte en asociaciones y escuelas. La selección nacional hizo su debut extraoficialmente el 22 de septiembre de 1946 al vencer a Montenegro por 5-0 y oficialmente el 7 de octubre de 1946 en Tirana , cayeron por 2-3 ante Yugoslavia en el estadio Qemal Stafa. Ese mismo año ganaron la Copa de Naciones de los Balcanes venciendo a Rumanía por 1-0 en la final. En 1954, la Federación Albanesa de Fútbol fue uno de los miembros fundadores de la UEFA .
La primavera de 1963, Albania disputó por primera vez las clasificatorias para los Juegos Olímpicos y en otoño de ese mismo año jugó las previas de la Eurocopa 1964, donde superó la primera ronda debido a la retirada de Grecia. En octavos de final, en octubre de 1963, fueron eliminados por Dinamarca, perdiendo en la ida por 4-0 y en su casa ganando con un solitario gol de Panajot Pano. En 1964 formó parte por primera vez la fase de clasificación para la Copa del Mundo de 1966, donde de los 6 partidos solo lograron un punto al empatar en casa 1-1 contra Irlanda del Norte.
En diciembre de 2007 la Federación de Fútbol de Albania anunció que el neerlandés Arie Haan sustituiría al croata Otto Baric como entrenador.
En las eliminatorias para la Copa Mundial de Fútbol de 2014 quedó en el quinto lugar del Grupo E con 10 puntos sin posibilidad de acceder a un repechaje para clasificar al torneo.
En el año 2014, arrancó su clasificación para la Eurocopa 2016 de la mano del italiano Gianni De Biasi, que construyó la selección gracias a Internet ya que formó una selección con jugadores de ascendencia Albanesa y Kosovar nacidos en el extranjero. Estuvo en el grupo I junto a Armenia, Dinamarca, Portugal y Serbia.
El 11 de octubre de 2015, la selección de Albania hizo historia al clasificarse por primera vez para la Eurocopa del año 2016 que se disputó en Francia, tras vencer por 0-3 de visita a la Selección de Armenia. Los albaneses derrotaron 1-0 a Portugal en la fase de clasificación, selección que más tarde terminaría siendo campeona del torneo.
En el torneo jugó en el Grupo A junto a las selecciones de Rumanía, Suiza y la anfitriona Francia. El 11 de junio de 2016 jugó su primer partido en una fase final de la Euro en el Stade Bollaert en Lens contra el seleccionado de Suiza ante la cual cayó por 0-1. El 15 de junio de 2016 en el Stade Vélodrome de Marsella cayó nuevamente, esta vez ante la selección anfitriona de la Euro 2016, Francia, por 0-2. Finalmente el 19 de junio de 2016 en Lyon consiguió su primera victoria en una Eurocopa ante la selección de Rumanía. Fue una noche histórica para el fútbol albanés, ya que Armando Sadiku logró el primer gol albanés en una Eurocopa, que además significó su primer triunfo en esta competición. A pesar de ello quedó eliminada en la fase de grupos.
Por segunda vez en su historia Albania se ha clasificado para una Eurocopa. Albania estará en el grupo B junto de la Eurocopa 2024 en Alemania. El grupo B estará formado por España, Italia y Croacia, siendo así uno de los grupos de la Eurocopa 2024 más complicados.

## Estadio

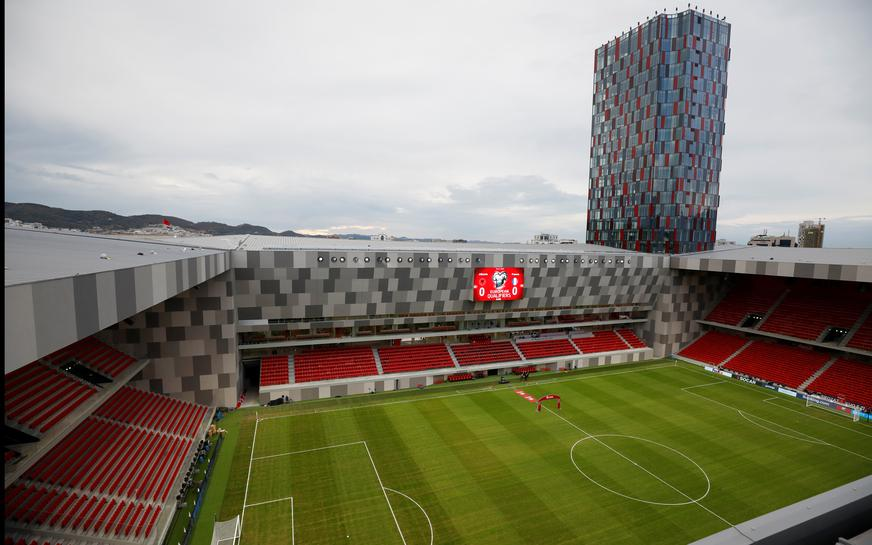
El Arena Kombëtare en Tirana.

Durante la mayor parte de la historia de Albania, el estadio local fue el estadio Qemal Stafa en Tirana. La construcción comenzó en abril de 1939 durante el régimen de Italia, duró tres años pero se detuvo brevemente en agosto de 1943 tras la caída del régimen fascista. El estadio tenía la forma de un estadio Olímpico, tal como lo idealizó Gherardo Bosio, un joven arquitecto fascista de Florencia. La capacidad inicial del estadio era de 15.000, debido al hecho de que Tirana en ese momento tenía solo 60.000 habitantes. Recibió el nombre de Qemal Stafa, un héroe de Albania en la Segunda Guerra Mundial. El estadio fue inaugurado oficialmente el 7 de octubre de 1946 cuando Albania jugó su primer partido competitivo contra Yugoslavia. Desde entonces, se han disputado en el estadio un total de 130 partidos internacionales, siendo el último un amistoso contra Georgia en noviembre de 2015. En 2005, Cecilia de Marco y Elisabetta Lorusso, dos jóvenes estudiantes italianas, calificaron el estadio como "uno de los símbolos más fuertes del impacto italiano en Albania". En noviembre de 2013, la FIFA cerró el estadio Qemal Stafa por no cumplir con los estándares internacionales. La demolición del estadio comenzó en junio de 2016, y se anunció que sería reemplazado por Arena Kombëtare.
Albania ha jugado partidos de local fuera de Tirana, la selección nacional ha jugado partidos en el estadio Flamurtari en Vlorë, el estadio Tomori en Berat, el estadio Niko Dovana en Durrës, el estadio Loro Boriçi en Shkodër y el Elbasan Arena en Elbasan. En febrero de 2014, comenzaron las renovaciones del Elbasan Arena (en ese momento estadio Ruzhdi Bizhuta). El trabajo duró siete meses y el estadio fue inaugurado el 9 de octubre cuando Albania jugó un partido amistoso contra el equipo sub-19 del KF Elbasani; Albania ganó el partido 17-0. La inauguración oficial ocurrió dos días después del partido de clasificación para la Eurocopa 2016 contra Dinamarca.
El primer partido en el estadio Loro Boriçi se jugó el 29 de marzo de 2003 contra Rusia, con una victoria de Albania por 3-1. En octubre de 2014, el primer ministro de Albania, Edi Rama, prometió la reconstrucción del estadio. La construcción del estadio comenzó en mayo de 2015 y finalizó en agosto de 2016. En 2016-17, el estadio sirvió temporalmente como sede de la selección nacional de Kosovo, debido a que los estadios de Mitrovica y Pristina se estaban renovando y no cumplían con los estándares de la UEFA.

## Uniforme
Los colores del uniforme de Albania son el rojo y el negro, reflejando los colores de la bandera. El equipo suele vestir camisetas rojas, pantalones cortos negros y medias rojas. Los uniformes de visitante suelen ser completamente blancos, con adornos rojos y negros.
A lo largo de los años, la selección nacional ha lucido uniformes de reconocidas marcas de ropa deportiva como Legea, Puma, Nike y Adidas, por nombrar algunas. La asociación con Puma comenzó en 1996 y duró nueve años. Nike vistió al equipo durante la clasificación para la Eurocopa 2008 y las eliminatorias para la Copa del Mundo 2010. Siguió una colaboración con Adidas, en la firma de un contrato que le permitió fabricar uniformes para las eliminatorias de la Eurocopa 2012, así como para la Copa del Mundo de 2014 y las eliminatorias de la Eurocopa 2016.
El 24 de marzo de 2016, la Federación Albanesa de Fútbol presentó una nueva camiseta, que se usó durante la Eurocopa 2016, que se celebró en Francia. Fabricado por Macron, el rediseño de la camiseta, denominado "Triumfi", fue conceptualizado por el estudio PIK Creative con sede en Tirana.
| Primera equipación | (Ver evolución) | 2023-presente |

## Rivalidades

### Kosovo
Este derbi también se conoce como el Derbi fraternal (en albanés: Derbi vëllazëror) o Fraternal (albanés: Vëllazërorja). Los inicios documentados de este derbi se remontan a la Segunda Guerra Mundial, concretamente el 29 de noviembre de 1942, donde se disputó un partido amistoso en el marco de las celebraciones por el 30 aniversario de la independencia de Albania. El partido terminó con una victoria por 2-0 en Tirana.

### Serbia
Esta rivalidad futbolística entre Albania y Serbia se debe principalmente a tensiones históricas entre los dos países. Ha sido descrita como "una de las rivalidades más feroces del mundo". Durante la fase de clasificación para la Eurocopa 2016, la multitud serbia coreaba "maten, maten a los albaneses" y lanzaban bengalas a Albania, tras lo cual hubo un enfrentamiento entre los dos equipos.

## Últimos partidos y próximos encuentros
Actualizado al último partido jugado el 7 de junio de 2025
| Fecha      | Ciudad     | Local           | Resultado | Visitante       | Competición                     |
| ---------- | ---------- | --------------- | --------- | --------------- | ------------------------------- |
| 15-06-2024 | Dortmund   | Italia          | 2:1       | Albania         | Eurocopa 2024                   |
| 19-06-2024 | Hamburgo   | Croacia         | 2:2       | Albania         | Eurocopa 2024                   |
| 24-06-2024 | Düsseldorf | España          | 1:0       | Albania         | Eurocopa 2024                   |
| 07-09-2024 | Praga      | Ucrania         | 1:2       | Albania         | Liga de Naciones UEFA 24/25     |
| 10-09-2024 | Tirana     | Albania         | 0:1       | Georgia         | Liga de Naciones UEFA 24/25     |
| 11-10-2024 | Praga      | República Checa | 2:0       | Albania         | Liga de Naciones UEFA 24/25     |
| 14-10-2024 | Tiflis     | Georgia         | 0:1       | Albania         | Liga de Naciones UEFA 24/25     |
| 16-11-2024 | Tirana     | Albania         | 0:0       | República Checa | Liga de Naciones UEFA 24/25     |
| 19-11-2024 | Tirana     | Albania         | 1:2       | Ucrania         | Liga de Naciones UEFA 24/25     |
| 21-03-2025 | Londres    | Inglaterra      | 2:0       | Albania         | Clasificación Copa Mundial 2026 |
| 24-03-2025 | Tirana     | Albania         | 3:0       | Andorra         | Clasificación Copa Mundial 2026 |
| 07-06-2025 | Tirana     | Albania         | 0:0       | Serbia          | Clasificación Copa Mundial 2026 |
| 10-06-2025 | Riga       | Letonia         | 1:1       | Albania         | Clasificación Copa Mundial 2026 |
| 09-09-2025 | Tirana     | Albania         | -:-       | Letonia         | Clasificación Copa Mundial 2026 |
| 11-10-2025 | Leskovac   | Serbia          | -:-       | Albania         | Clasificación Copa Mundial 2026 |

## Estadísticas

### Copa Mundial de Fútbol
| Año   | Ronda                   | Posición                | PJ                      | PG                      | PE                      | PP                      | GF                      | GC                      | Dif.                    | Goleador                |
| ----- | ----------------------- | ----------------------- | ----------------------- | ----------------------- | ----------------------- | ----------------------- | ----------------------- | ----------------------- | ----------------------- | ----------------------- |
| 1930  | No existía la selección | No existía la selección | No existía la selección | No existía la selección | No existía la selección | No existía la selección | No existía la selección | No existía la selección | No existía la selección | No existía la selección |
| 1934  | No existía la selección | No existía la selección | No existía la selección | No existía la selección | No existía la selección | No existía la selección | No existía la selección | No existía la selección | No existía la selección | No existía la selección |
| 1938  | No existía la selección | No existía la selección | No existía la selección | No existía la selección | No existía la selección | No existía la selección | No existía la selección | No existía la selección | No existía la selección | No existía la selección |
| 1950  | No participó            | No participó            | No participó            | No participó            | No participó            | No participó            | No participó            | No participó            | No participó            | No participó            |
| 1954  | No participó            | No participó            | No participó            | No participó            | No participó            | No participó            | No participó            | No participó            | No participó            | No participó            |
| 1958  | No participó            | No participó            | No participó            | No participó            | No participó            | No participó            | No participó            | No participó            | No participó            | No participó            |
| 1962  | No participó            | No participó            | No participó            | No participó            | No participó            | No participó            | No participó            | No participó            | No participó            | No participó            |
| 1966  | No clasificó            | No clasificó            | No clasificó            | No clasificó            | No clasificó            | No clasificó            | No clasificó            | No clasificó            | No clasificó            | No clasificó            |
| 1970  | No participó            | No participó            | No participó            | No participó            | No participó            | No participó            | No participó            | No participó            | No participó            | No participó            |
| 1974  | No clasificó            | No clasificó            | No clasificó            | No clasificó            | No clasificó            | No clasificó            | No clasificó            | No clasificó            | No clasificó            | No clasificó            |
| 1978  | No participó            | No participó            | No participó            | No participó            | No participó            | No participó            | No participó            | No participó            | No participó            | No participó            |
| 1982  | No clasificó            | No clasificó            | No clasificó            | No clasificó            | No clasificó            | No clasificó            | No clasificó            | No clasificó            | No clasificó            | No clasificó            |
| 1986  | No clasificó            | No clasificó            | No clasificó            | No clasificó            | No clasificó            | No clasificó            | No clasificó            | No clasificó            | No clasificó            | No clasificó            |
| 1990  | No clasificó            | No clasificó            | No clasificó            | No clasificó            | No clasificó            | No clasificó            | No clasificó            | No clasificó            | No clasificó            | No clasificó            |
| 1994  | No clasificó            | No clasificó            | No clasificó            | No clasificó            | No clasificó            | No clasificó            | No clasificó            | No clasificó            | No clasificó            | No clasificó            |
| 1998  | No clasificó            | No clasificó            | No clasificó            | No clasificó            | No clasificó            | No clasificó            | No clasificó            | No clasificó            | No clasificó            | No clasificó            |
| 2002  | No clasificó            | No clasificó            | No clasificó            | No clasificó            | No clasificó            | No clasificó            | No clasificó            | No clasificó            | No clasificó            | No clasificó            |
| 2006  | No clasificó            | No clasificó            | No clasificó            | No clasificó            | No clasificó            | No clasificó            | No clasificó            | No clasificó            | No clasificó            | No clasificó            |
| 2010  | No clasificó            | No clasificó            | No clasificó            | No clasificó            | No clasificó            | No clasificó            | No clasificó            | No clasificó            | No clasificó            | No clasificó            |
| 2014  | No clasificó            | No clasificó            | No clasificó            | No clasificó            | No clasificó            | No clasificó            | No clasificó            | No clasificó            | No clasificó            | No clasificó            |
| 2018  | No clasificó            | No clasificó            | No clasificó            | No clasificó            | No clasificó            | No clasificó            | No clasificó            | No clasificó            | No clasificó            | No clasificó            |
| 2022  | No clasificó            | No clasificó            | No clasificó            | No clasificó            | No clasificó            | No clasificó            | No clasificó            | No clasificó            | No clasificó            | No clasificó            |
| 2026  | Por disputarse          | Por disputarse          | Por disputarse          | Por disputarse          | Por disputarse          | Por disputarse          | Por disputarse          | Por disputarse          | Por disputarse          | Por disputarse          |
| Total | 0/22                    | -                       | -                       | -                       | -                       | -                       | -                       | -                       | -                       | -                       |

### Eurocopa
| Año   | Ronda          | Posición     | PJ           | PG           | PE           | PP           | GF           | GC           | Dif.         | Goleador                           |
| ----- | -------------- | ------------ | ------------ | ------------ | ------------ | ------------ | ------------ | ------------ | ------------ | ---------------------------------- |
| 1960  | No participó   | No participó | No participó | No participó | No participó | No participó | No participó | No participó | No participó | No participó                       |
| 1964  | No clasificó   | No clasificó | No clasificó | No clasificó | No clasificó | No clasificó | No clasificó | No clasificó | No clasificó | No clasificó                       |
| 1968  | No clasificó   | No clasificó | No clasificó | No clasificó | No clasificó | No clasificó | No clasificó | No clasificó | No clasificó | No clasificó                       |
| 1972  | No clasificó   | No clasificó | No clasificó | No clasificó | No clasificó | No clasificó | No clasificó | No clasificó | No clasificó | No clasificó                       |
| 1976  | No participó   | No participó | No participó | No participó | No participó | No participó | No participó | No participó | No participó | No participó                       |
| 1980  | No participó   | No participó | No participó | No participó | No participó | No participó | No participó | No participó | No participó | No participó                       |
| 1984  | No clasificó   | No clasificó | No clasificó | No clasificó | No clasificó | No clasificó | No clasificó | No clasificó | No clasificó | No clasificó                       |
| 1988  | No clasificó   | No clasificó | No clasificó | No clasificó | No clasificó | No clasificó | No clasificó | No clasificó | No clasificó | No clasificó                       |
| 1992  | No clasificó   | No clasificó | No clasificó | No clasificó | No clasificó | No clasificó | No clasificó | No clasificó | No clasificó | No clasificó                       |
| 1996  | No clasificó   | No clasificó | No clasificó | No clasificó | No clasificó | No clasificó | No clasificó | No clasificó | No clasificó | No clasificó                       |
| 2000  | No clasificó   | No clasificó | No clasificó | No clasificó | No clasificó | No clasificó | No clasificó | No clasificó | No clasificó | No clasificó                       |
| 2004  | No clasificó   | No clasificó | No clasificó | No clasificó | No clasificó | No clasificó | No clasificó | No clasificó | No clasificó | No clasificó                       |
| 2008  | No clasificó   | No clasificó | No clasificó | No clasificó | No clasificó | No clasificó | No clasificó | No clasificó | No clasificó | No clasificó                       |
| 2012  | No clasificó   | No clasificó | No clasificó | No clasificó | No clasificó | No clasificó | No clasificó | No clasificó | No clasificó | No clasificó                       |
| 2016  | Fase de grupos | 18.º         | 3            | 1            | 0            | 2            | 1            | 3            | -2           | Armando Sadiku: 1                  |
| 2020  | No clasificó   | No clasificó | No clasificó | No clasificó | No clasificó | No clasificó | No clasificó | No clasificó | No clasificó | No clasificó                       |
| 2024  | Fase de grupos | 22.º         | 3            | 0            | 1            | 2            | 3            | 5            | -2           | Bajrami, Laçi y Gjasula: 1         |
| 2028  | Por definir    | Por definir  | Por definir  | Por definir  | Por definir  | Por definir  | Por definir  | Por definir  | Por definir  | Por definir                        |
| Total | 2/17           | 31.º         | 6            | 1            | 1            | 4            | 4            | 8            | -4           | Sadiku, Bajrami, Laçi y Gjasula: 1 |

### Liga de Naciones de la UEFA
| Liga B       | Liga B       | Liga B       | Liga B       | Liga B    | Liga B    | Liga B    | Liga B    | Liga B    | Liga B    | Liga B    | Liga B                            |              | Liga C       | Liga C       | Liga C    | Liga C    | Liga C    | Liga C    | Liga C    | Liga C    | Liga C    | Liga C              | Liga C |
| Edición      | Mov          | Resultado    | Posición     | PJ        | PG        | PE        | PP        | GF        | GC        | Dif       | Goleador                          | Mov          | Resultado    | Posición     | PJ        | PG        | PE        | PP        | GF        | GC        | Dif       | Goleador            |        |
| ------------ | ------------ | ------------ | ------------ | --------- | --------- | --------- | --------- | --------- | --------- | --------- | --------------------------------- | ------------ | ------------ | ------------ | --------- | --------- | --------- | --------- | --------- | --------- | --------- | ------------------- | ------ |
| 2018-19      | En Liga C    | En Liga C    | En Liga C    | En Liga C | En Liga C | En Liga C | En Liga C | En Liga C | En Liga C | En Liga C | En Liga C                         |              | Tercer lugar | 34.º         | 4         | 1         | 0         | 3         | 1         | 8         | -7        | Taulant Xhaka: 1    |        |
| 2020-21      | En Liga C    | En Liga C    | En Liga C    | En Liga C | En Liga C | En Liga C | En Liga C | En Liga C | En Liga C | En Liga C | En Liga C                         | Entró        | Primer lugar | 35.º         | 6         | 3         | 2         | 1         | 8         | 4         | +4        | Sokol Cikalleshi: 4 |        |
| 2022-23      | Entró        | Tercer lugar | 27.º         | 4         | 0         | 2         | 2         | 4         | 6         | -2        | Seferi, Broja, Uzuni y Lenjani: 1 | En Liga B    | En Liga B    | En Liga B    | En Liga B | En Liga B | En Liga B | En Liga B | En Liga B | En Liga B | En Liga B | En Liga B           |        |
| Total Liga B | Total Liga B | Total Liga B | Total Liga B | 4         | 0         | 2         | 2         | 4         | 6         | -2        | Seferi, Broja, Uzuni y Lenjani: 1 | Total Liga C | Total Liga C | Total Liga C | 10        | 4         | 2         | 4         | 9         | 12        | -3        | Cikalleshi: 4       |        |

## Jugadores

### Última convocatoria
Los siguientes jugadores fueron convocados para disputar los juegos ante Inglaterra y Andorra correspondientes a la eliminatoria rumbo a la Copa Mundial de Fútbol de 2026 celebrados en marzo de 2025.
| N.º | Nombre           | Posición       | Edad    | PJ | Goles | Equipo         |
| --- | ---------------- | -------------- | ------- | -- | ----- | -------------- |
| 1   | Thomas Strakosha | Portero        | 30 años | 39 | 0     | AEK            |
| 12  | Elhan Kastrati   | Portero        | 28 años | 3  | 0     | Cittadella     |
| 23  | Alen Sherri      | Portero        | 27 años | 1  | 0     | Cagliari       |
| 2   | Ivan Balliu      | Defensa        | 33 años | 19 | 1     | Rayo Vallecano |
| 3   | Naser Aliji      | Defensa        | 31 años | 16 | 0     | Dinamo Tirana  |
| 5   | Arlind Ajeti     | Defensa        | 31 años | 34 | 1     | Bodrum         |
| 6   | Berat Djimsiti   | Defensa        | 32 años | 63 | 1     | Atalanta       |
| 13  | Enea Mihaj       | Defensa        | 27 años | 19 | 0     | Famalicão      |
| 15  | Marash Kumbulla  | Defensa        | 25 años | 23 | 0     | Espanyol       |
| 18  | Ardian Ismajli   | Defensa        | 28 años | 44 | 3     | Empoli         |
| 4   | Juljan Shehu     | Centrocampista | 26 años | 1  | 0     | Widzew Łódź    |
| 8   | Kristjan Asllani | Centrocampista | 23 años | 31 | 3     | Inter de Milán |
| 10  | Nedim Bajrami    | Centrocampista | 26 años | 33 | 6     | Rangers        |
| 14  | Qazim Laçi       | Centrocampista | 29 años | 38 | 4     | Sparta Praga   |
| 16  | Medon Berisha    | Centrocampista | 21 años | 3  | 0     | Lecce          |
| 17  | Ernest Muçi      | Centrocampista | 24 años | 15 | 3     | Beşiktaş       |
| 19  | Adrion Pajaziti  | Centrocampista | 22 años | 2  | 0     | Gorica         |
| 20  | Ylber Ramadani   | Centrocampista | 29 años | 45 | 1     | Lecce          |
| 7   | Rey Manaj        | Delantero      | 28 años | 40 | 10    | Sivasspor      |
| 9   | Jasir Asani      | Delantero      | 30 años | 23 | 5     | Gwangju        |
| 11  | Myrto Uzuni      | Delantero      | 28 años | 40 | 6     | Austin         |
| 21  | Arbër Hoxha      | Delantero      | 26 años | 13 | 0     | Dinamo Zagreb  |
| 22  | Armando Broja    | Delantero      | 23 años | 25 | 5     | Everton        |
| DT  | Sylvinho         | Entrenador     | 51 años | 24 |       |                |

### Más partidos jugados

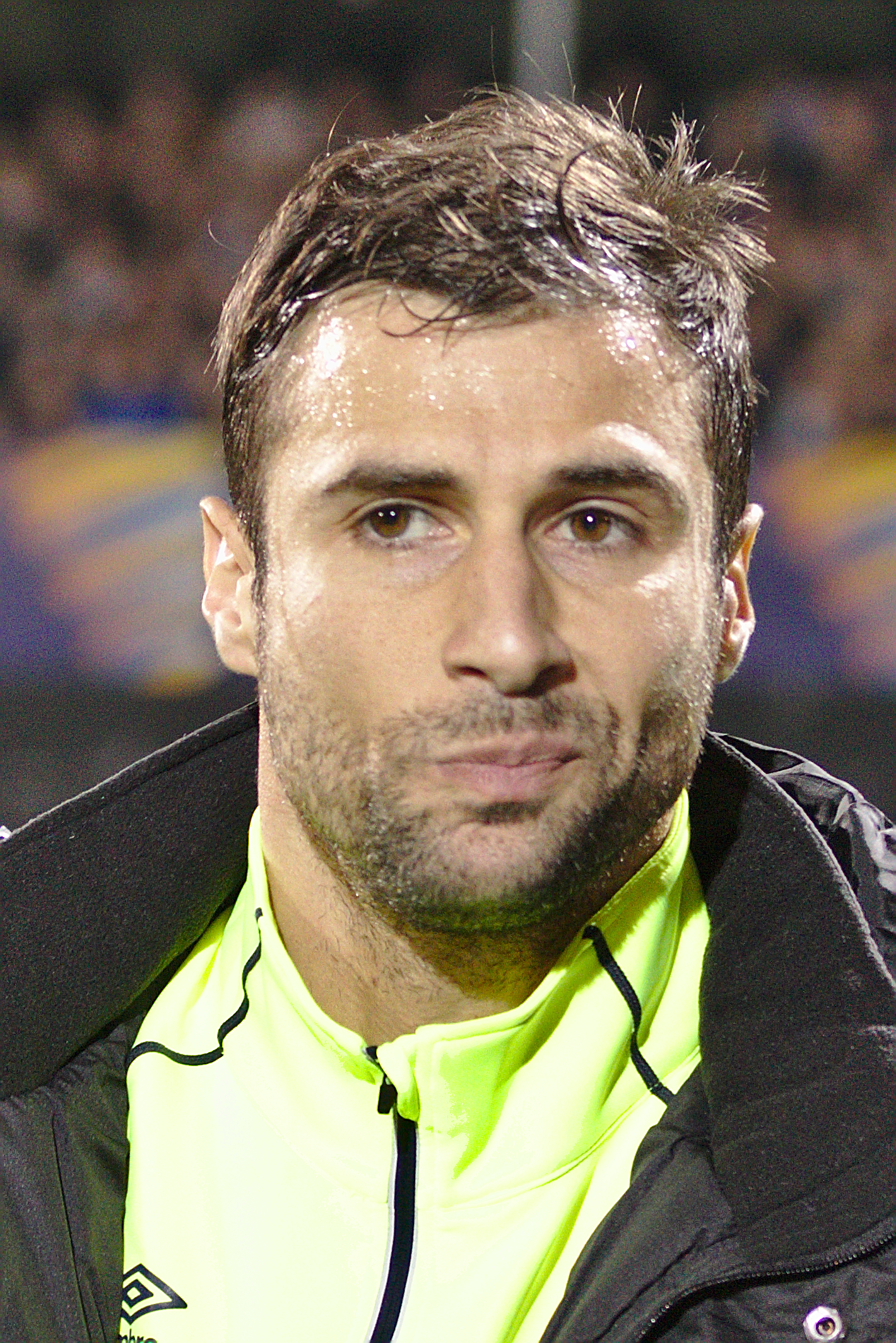
Lorik Cana

- Actualizado el 15 de junio de 2024.[40]

| #  | Jugador        | Periodo     | Partidos | Goles |
| -- | -------------- | ----------- | -------- | ----- |
| 1  | Lorik Cana     | 2003-2016   | 93       | 1     |
| 2  | Elseid Hysaj   | 2013-Act.   | 86       | 2     |
| 3  | Etrit Berisha  | 2012-Act.   | 81       | 0     |
| 4  | Altin Lala     | 1998-2011   | 79       | 3     |
| 5  | Klodian Duro   | 2001-2011   | 77       | 6     |
| 6  | Erjon Bogdani  | 1996-2013   | 75       | 18    |
| 6  | Ervin Skela    | 2000-2011   | 75       | 13    |
| 8  | Ansi Agolli    | 2005-2017   | 73       | 3     |
| 8  | Foto Strakosha | 1990 - 2005 | 73       | 0     |
| 10 | Odise Roshi    | 2011-2023   | 71       | 5     |

### Máximos anotadores
- Actualizado el 15 de junio de 2024.[40]

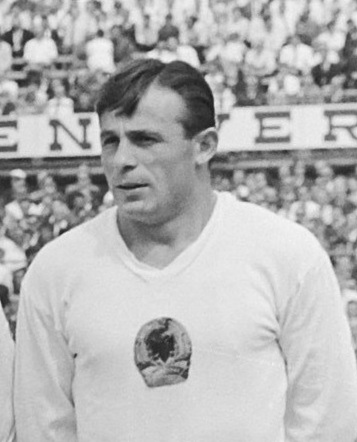
Panajot Pano histórico referente en el fútbol de Albania

| #  | Jugador          | Periodo    | Goles | PJ. | Promedio |
| -- | ---------------- | ---------- | ----- | --- | -------- |
| 1  | Erjon Bogdani    | 1996-2013  | 18    | 75  | 0.24     |
| 2  | Alban Bushi      | 1995-2007  | 14    | 67  | 0.21     |
| 3  | Sokol Cikalleshi | 2014-2024  | 13    | 58  | 0.22     |
| 3  | Ervin Skela      | 2000-2011  | 13    | 75  | 0.17     |
| 5  | Armando Sadiku   | 2012-2023  | 12    | 37  | 0.32     |
| 6  | Altin Rraklli    | 1992-2005  | 11    | 50  | 0.22     |
| 6  | Hamdi Salihi     | 2006-2015  | 11    | 63  | 0.17     |
| 8  | Sokol Kushta     | 1987-1996  | 10    | 31  | 0.32     |
| 8  | Igli Tare        | 1997-2007  | 10    | 68  | 0.15     |
| 10 | Bekim Balaj      | 2012- 2022 | 9     | 48  | 0.19     |

## Entrenadores

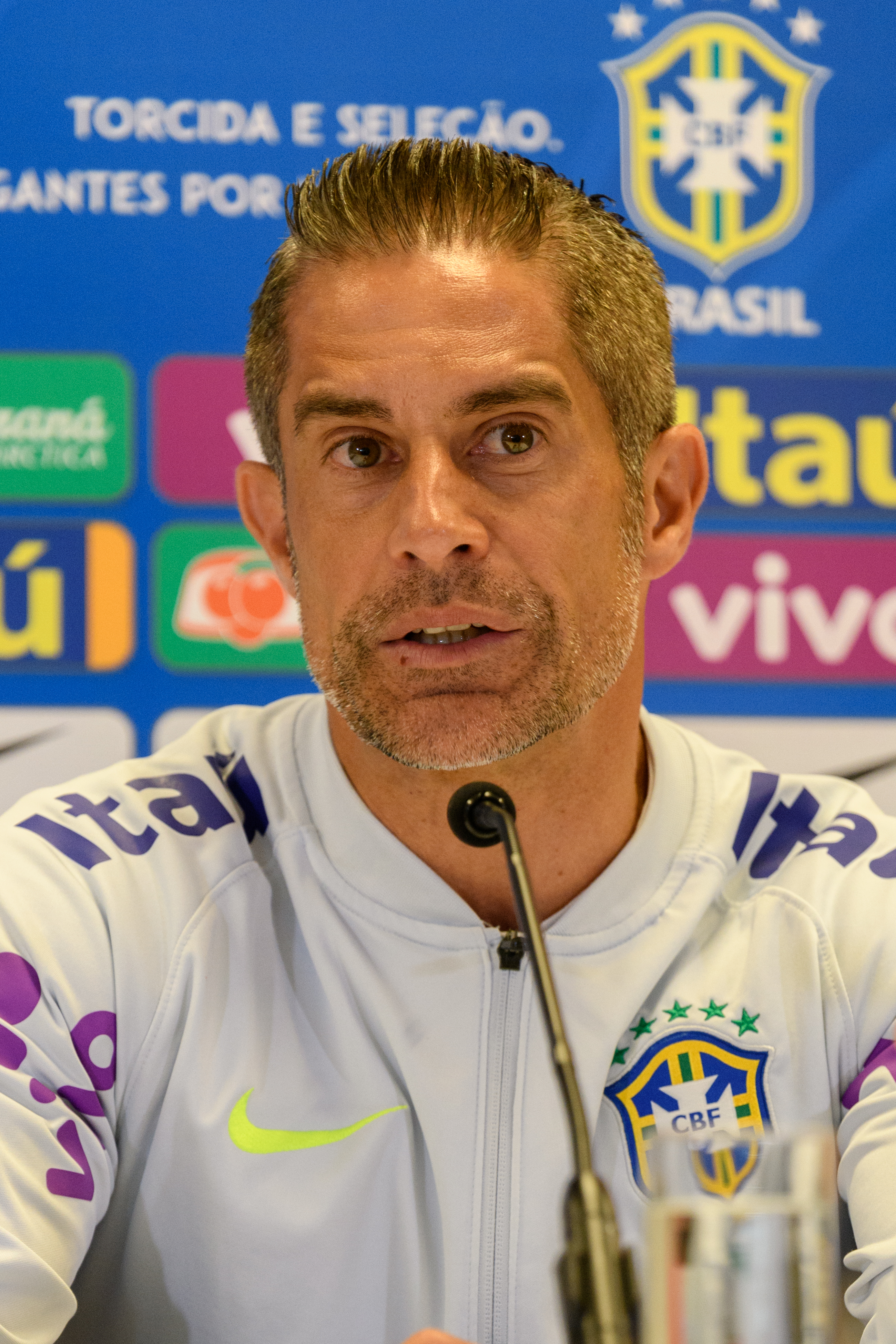
Sylvinho, actual entrenador de Albania.

Este es un listado de los entrenadores de la selección albanesa desde 1988:
| Entrenadores           | Período       | Partidos | Victorias | Empates | Derrotas |
| ---------------------- | ------------- | -------- | --------- | ------- | -------- |
| Ljubiša Broćić         | 1946          | 4        | 3         | 0       | 1        |
| Adem Karapici          | 1947          | 1        | 0         | 0       | 1        |
| Ljubiša Broćić         | 1947          | 2        | 0         | 0       | 2        |
| Adem Karapici          | 1947-1948     | 4        | 1         | 2       | 1        |
| Sllave Llambi          | 1949          | 3        | 0         | 2       | 1        |
| Ludovik Jakova         | 1949-1950     | 6        | 1         | 1       | 4        |
| Myslim Alla            | 1952          | 2        | 2         | 0       | 0        |
| Vadas Miklós           | 1953          | 1        | 1         | 0       | 0        |
| Loro Boriçi            | 1957-1963     | 5        | 0         | 1       | 4        |
| Zyber Konçi            | 1963-1965     | 7        | 1         | 1       | 5        |
| Loro Boriçi            | 1965-1972     | 14       | 1         | 3       | 10       |
| Myslim Alla            | 1972-1973     | 3        | 0         | 0       | 3        |
| Ilia Shuke             | 1973          | 3        | 1         | 1       | 1        |
| Loro Boriçi            | 1976          | 2        | 2         | 0       | 0        |
| Zyber Konçi            | 1980          | 4        | 1         | 0       | 3        |
| Loro Boriçi            | 1981          | 4        | 0         | 0       | 4        |
| Shyqyri Rreli          | 1982-1985     | 14       | 1         | 4       | 9        |
| Agron Sulaj            | 1985-1987     | 7        | 0         | 1       | 6        |
| Shyqyri Rreli          | 1988-1989     | 9        | 0         | 2       | 7        |
| Bejkush Birçe          | 1990          | 1        | 0         | 0       | 1        |
| Agron Sulaj            | 1990          | 3        | 0         | 0       | 3        |
| Bejkush Birçe          | 1991-1994     | 19       | 4         | 2       | 13       |
| Neptun Bajko           | 1994-1996     | 17       | 3         | 4       | 10       |
| Astrif Hafizi          | 1997-1999     | 23       | 4         | 6       | 13       |
| Medin Zhega            | 2000-2001     | 13       | 6         | 1       | 6        |
| Sulejman Demollari     | 2001-2002     | 9        | 1         | 3       | 5        |
| Giuseppe Dossena       | 2002          | 2        | 0         | 1       | 1        |
| Hans-Peter Briegel     | 2002-2006     | 31       | 11        | 4       | 16       |
| Otto Baric             | 2006-2007     | 13       | 3         | 5       | 5        |
| Slavko Kovačić         | 2007          | 2        | 0         | 0       | 2        |
| Arie Haan              | 2008-2009     | 10       | 2         | 4       | 4        |
| Josip Kuže             | 2009-2011     | 24       | 8         | 7       | 9        |
| Dzemal Mustedanagic    | 2010          | 4        | 0         | 2       | 2        |
| Gianni De Biasi        | 2011-2017     | 52       | 20        | 11      | 21       |
| Christian Panucci      | 2017-2019     | 15       | 4         | 2       | 9        |
| Ervin Bulku (Interino) | 2019          | 1        | 1         | 0       | 0        |
| Edoardo Reja           | 2019 - 2023   | 38       | 14        | 9       | 15       |
| Sylvinho               | 2023 - Actual | 16       | 7         | 4       | 5        |
| Total                  | Total         | 388      | 103       | 84      | 201      |